# Секвани
Секваните (на латински: Sequani) са келтско племе в Галия.
Първо те обитават изворите и долината на Сена, по-късно се заселват на територията между Сона, Рона и планината Юра. Названието им се свързва и с името на речното божество Секвана, от чието име произлиза и името на река Сена. Техен опидум е Везонцио (на латински: Vesontio), днешен Безансон.

## Римска власт
Цезар пише за секваните в De Bello Gallico. Той съобщава имената на техните крале Катаманталед и сина му Кастик, като последният е определян от автора като „приятел на римския народ“. Късноримската провинция Максима Секванорум (на латински: Maxima Sequanorum, Sequania, Sequanica, Sequanicum), намираща се в диоцез Галия, е наречена на това племе.
- Карта на племената в Галия през 1 век пр.н.е.
- Златна монета на секваните от преди римското време
- Секвански щит, източник Notitia dignitatum.